# Таємна рада (Японія)

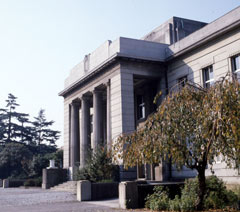
Будівля, в якій Таємна рада засідала з 1922

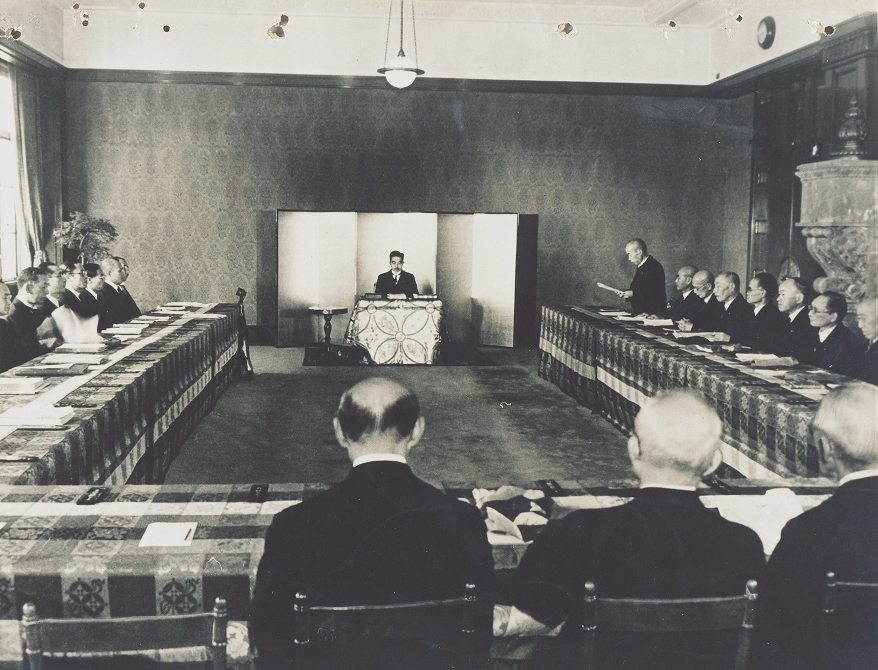
Засідання Таємної ради, 1946

Таємна рада (яп. 樞密院) — впливовий законодавчим орган при імператорі Японії, що існував з 1888 по 1947 роки. Був створений за зразком Таємної ради Великої Британії.
Таємна Рада мала право давати рекомендації імператору (фактично рішення приймалися радою, а імператор підписував їх) з таких питань:
- Внесення поправок до Конституції і Закону про імператорський двір
- Інтерпретація Конституції, законів і указів
- Оголошення війни і введення воєнного стану
- Міжнародні відносини
- Престолонаслідування і оголошення регентства
- Інші питання, що належать до компетенції імператора (зазвичай це були питання, пов'язані з формуванням кабінету міністрів)

Проте Рада не мала законодавчої влади.
3 травня 1947 Таємна рада була розпущена у зв'язку з прийняттям нової Конституції Японії.